# Guido Volpi
Guido Volpi (Castelnuovo del Zappa, 1889 – Cremona, 3 marzo 1944) è stato un tenore italiano.

## Biografia
Tenore lirico, "dotato di grande musicalità e dalla voce di bel timbro e dai mezzi naturali di prima qualità", apprese le prime lezioni con il maestro Federico Caudana a Cremona, per poi perfezionarsi a Milano con il compositore Domenico Cortopassi e il maestro Arturo Cadore.
Debuttò nel 1914 a Mantova interpretando il ruolo di Rodolfo ne La bohème di Giacomo Puccini. Dopo un periodo di forzato abbandono dalle scene a causa della prima guerra mondiale, escluse alcune partecipazioni a concerti di beneficenza tenuti a Parma, Piacenza, La Spezia, Volpi tornò a esibirsi nella stagione del 1919 al Teatro Toselli di Cuneo, nel ruolo di Mario Cavaradossi in Tosca.
La carriera proseguì successivamente nei principali teatri italiani (Teatro Carlo Felice di Genova, Teatro Dal Verme di Milano, Teatro la Fenice di Venezia, Teatro Petruzzelli di Bari, Teatro San Carlo di Napoli) e anche in teatri internazionali, soprattutto del Sudamerica, dove nella stagione 1927 si esibì nei teatri di Caracas, Medellin, Panama, una tournée che comprendeva cantanti di fama come il soprano Aurora Buades e il baritono Luigi Borgonovo. Nell'arco della sua carriera seguirono anche esibizioni nei teatri internazionali come a Parigi, Tunisi e in Algeria.
Per l'EIAR realizzò alcune opere di Gioachino Rossini e Giacomo Puccini.
Ebbe come partner importanti colleghi come il soprano Magda Olivero, il basso Ezio Pinza, il baritono Apollo Granforte. La testimonianza della sua voce si può ascoltare in alcune incisioni degli anni trenta registrate per la Fonografia Nazionale, Dominion Record, Eaglephone Record, Fonorè Record e oggi rimasterizzate in CD.

## Repertorio
- Gioachino Rossini
  - Il barbiere di Siviglia (Conte d'Almaviva)
  - Il signor Bruschino (Florville)
- Vincenzo Bellini
  - La sonnambula (Elvino)
- Gaetano Donizetti
  - Lucia di Lammermoor (Edgardo)
  - La favorita (Fernando)
  - Don Pasquale (Ernesto)
- Giuseppe Verdi
  - Rigoletto (Duca di Mantova)
  - La traviata (Alfredo)
  - Falstaff (Fenton)
- Giacomo Puccini
  - Tosca (Mario Cavaradossi)
  - La bohème (Rodolfo)
  - Madama Butterfly (Pinkerton)
  - Gianni Schicchi (Rinuccio)
- Jules Massenet
  - Manon (Des Grieux)
- Georges Bizet
  - Carmen (Don Josè)
- Pietro Mascagni
  - Cavalleria rusticana (Turiddu)
  - L'amico Fritz (Fritz)
- Francesco Cilea
  - Adriana Lecouvreur (Maurizio)
  - L'Arlesiana (Federico)
- Amilcare Ponchielli
  - La Gioconda (Enzo)
- Arrigo Boito
  - Mefistofele (Faust)
- Richard Wagner
  - Lohengrin (Lohengrin)
- Arturo Rossato
  - Il gatto con gli stivali
- Adriano Lualdi
  - Le furie di Arlecchino (Arlecchino)
- Modest Petrovič Musorgskij
  - Boris Godunov (Sciunsky)